# Adidas Superstar

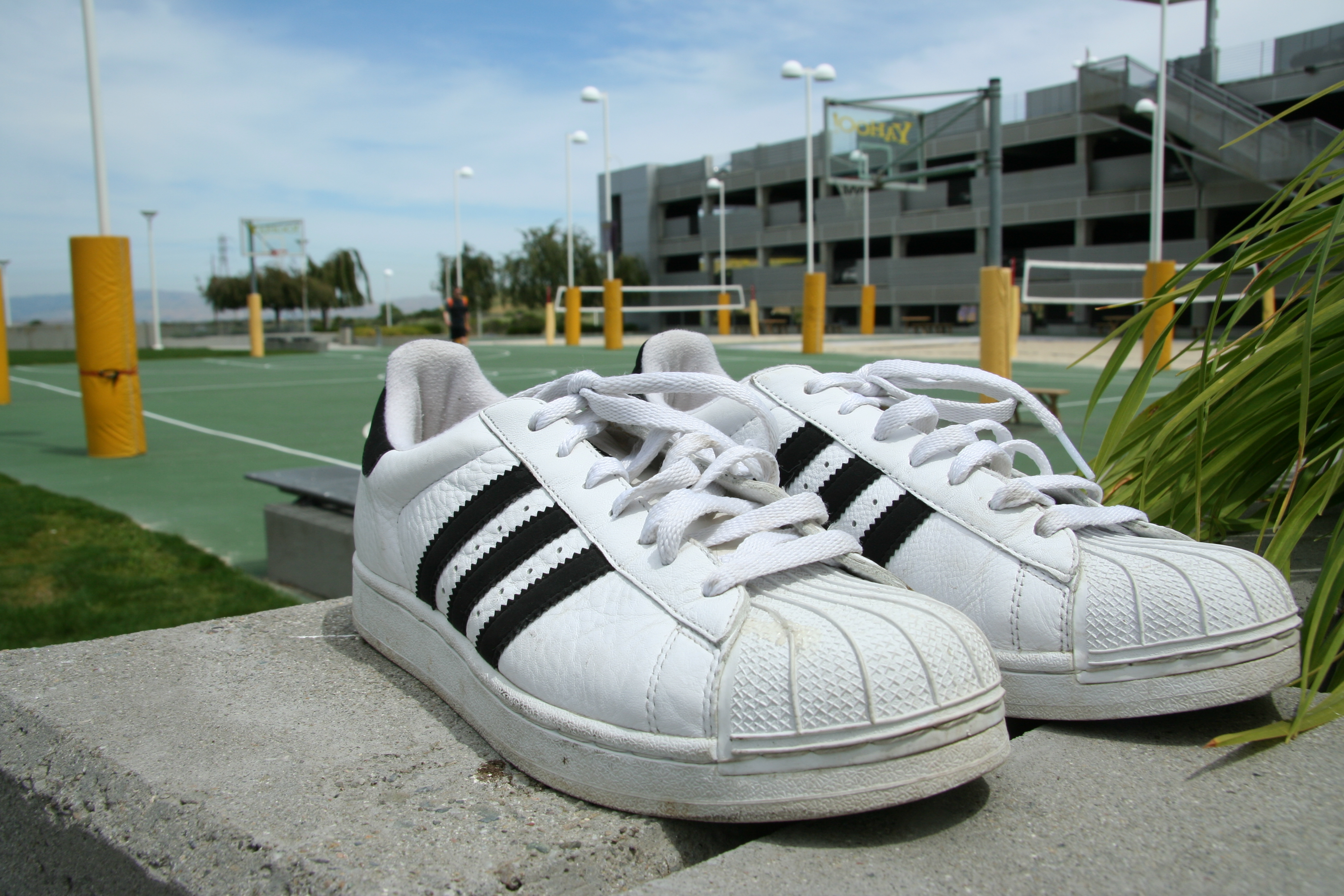
Кроссовки Adidas Superstar руководителя Yahoo! Дэвида Фило. 28 апреля 2008 г.

Adidas Superstar — известная модель кроссовок, выпускаемая немецким производителем спортивной экипировки и аксессуаров Adidas. Модель представляет собой баскетбольные кроссовки с низким стаканом, выпускается с 1969 года и является вариацией модели Superstar Pro Model. Прозванная «ракушкой» (англ. «shelltoes» — досл. «ракушечные пальцы» или англ. «shell shoes» — досл. «ракушечная обувь») за своеобразную форму резиновой защиты пальцев ноги, внешне напоминающую ракушку, модель стала т. н. «иконой дизайна», оказав собой сильнейшее влияние на дальнейшее развитие моделей кроссовок различных производителей.

## История модели

### Спортивные достижения
На момент презентации обуви модель представляла собой первую в истории Adidas модель с низким стаканом и полностью кожаной внешней выделкой, помимо того, что впервые была представлена резиновая защита пальцев ноги, внешне напоминающая ракушку. С резиновой защитой пальцев и не оставляющей следов на паркете подошвой (англ. non-marking outsole), модель кроссовок привлекла внимание ведущих игроков NBA и NCAA, также крайне заинтересовав такого выдающегося игрока, каким был Карим Абдул-Джаббар. В течение первых полутора лет эту обувь стали носить более 75 % игроков NBA, а революционные инновации данной модели остаются актуальными и сегодня. В течение ряда последующих лет модель трансформируется из сугубо спортивной в кроссовки, являющиеся частью стиля casual, и превратившиеся в современную черту внешнего стиля молодёжи.

### Run-D.M.C. и Adidas
В 1983 году на мировой музыкальной сцене появилась группа «Run-D.M.C.», которая была интересна общественности тем, что не желала подстраиваться под поп-стандарты существовавшей тогда эстрады. В частности, участники команды решили, что они не будут одеваться в специальные костюмы для сцены, а будут появляться на концертах в той же одежде, что есть на них в обыденное время. Трио было замечено в том, что они надевали кроссовки Adidas Superstar так, как обуваются в тюрьме — без шнурков и с вывернутыми наружу языками. Adidas получил свою долю рекламы от этой музыкальной группы, когда «Run-D.M.C.» поехали в своё турне по США, повышая продажи кроссовок модели Superstar везде, где бы они ни появлялись. Отвечая на антикроссовочные мотивы песни Джерральда Деаса (англ. Jerrald Deas) «Гнилые сникеры» англ. «Felon Sneakers», трио опубликовало в 1986 году свою песню «My Adidas». Песня была посвящена кроссовкам Adidas Superstar и интересна тем, что создавала принципиально другой образ танцора брэйк-данса (би-боя, англ. b-boy сокр. breakdance boy).
После этого Adidas подписал контракт с группой Run-D.M.C. стоимостью в 1 миллион долларов, осознав, какую неоценимую услугу оказали им музыканты. Сделка между компанией и рэп-группой стала первым в истории контрактом между музыкальной группой и мегапроизводителем; была начата линия одежды под маркой Adidas, полностью составленная музыкантами Run-D.M.C.

### Настоящее время
Больше не являясь исключительно баскетбольной моделью, Adidas Superstar стали неотъемлемой частью популярной модной культуры casual, во многом за счёт многочисленных вариаций выпускаемых цветов и стилей. Подобно Chuck Taylor All-Stars от Converse, легко перешагнули барьер, отделяющий их от уличной культуры хип-хопа. В конце 1980-х гг. брэйкеры носили кроссовки с особенно широкими шнурками, прозванными «жирными шнурками» англ. «fat laces», обычно выбирая цвет шнурков под цвет трёх полосок на сникерах.
В настоящее время Adidas Superstar продаются во всех магазинах сети Adidas, выпускаясь во всевозможных цветовых вариациях, неся на себе все расцветки и логотипы контрактных команд NBA.

## 35th Anniversary Series

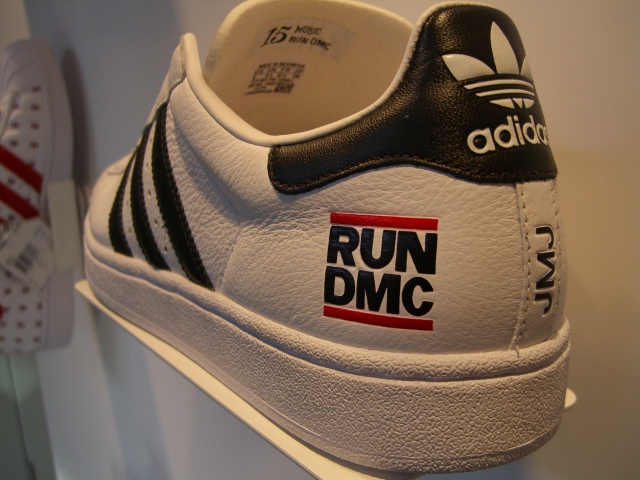
Superstar 35th Anniversary Music Series #15 Run DMC

В 2005 году Adidas отмечал 35-летнюю годовщину создания этой модели, сотрудничая с известнейшими деятелями мира музыки, моды и искусства, создав специальную коллекцию «серия, посвящённая 35-й годовщине» (англ. 35th Anniversary Series).

## Появления в культуре
- «Run-D.M.C.» — самая известная музыкальная группа, носившая эту модель
- Художники стиля граффити носят эту модель с момента её создания
- Superstar популярны среди танцоров брейк-данса.
- Участники ньюметалл-группы «Korn» носят Adidas Superstars на концертах и в клипах, например, в «Shoots and Ladders», «Clown», «A.D.I.D.A.S.», «Blind», «Somebody Someone» and «Y’all Want a Single».
- Ударник группы «Slipknot» Джои Джордисон на концертах всегда носит чёрные Adidas Superstar, равно как в них он обут в клипе «Before I Forget», принёсшей группе премию Грэмми.
- В клипе «Good Charlotte» «Girls and Boys» Джоэл танцует в белом спортивном костюме Adidas и паре Adidas Superstar
- Помимо «Korn», «Slipknot» и «Good Charlotte», часто носящими Adidas Superstar были замечены Deftones, Papa Roach, Staind, Incubus, Puddle Of Mudd, Sum 41, Clutch и многие другие метал- и рок-группы.
- Британская исполнительница грайма Lady Sovereign в своем клипе «Love me or hate me» обута в Adidas Superstar с зелёными полосами.
- Кард Хайд, лидер музыкальной группы «Underworld», всегда обувает Adidas Superstars на выступлениях.
- Герой Кейси Аффлека в фильме «Прощай, детка, прощай» носит пару Adidas Superstar
- В клипе Moby Body Rock танцор носит пару Superstar
- В фильме Фанатик герой Джона Кьюсака носит пару Adidas Superstar
- В клипе «Shawty Get Loose», Крис Браун носит пару белых Adidas Superstar
- В клипе C-Side 2008 года Boyfriend/Girlfriend, Bo-Q носит пару чёрных Adidas Superstar
- В клипе Мисси Эллиот 2005 года «Lose Control», хип-хоп танцоры носят белые Adidas Superstar и на ногах, и на руках.
- В клипе Jay-Z 2007 года «Roc Boys (And The Winner Is)», Jay-Z носит пару белых Adidas Superstar.
- В клипе Black Eyed Peas 2004 года «Shut Up» участники группы носят белые Adidas Superstar.
- В клипе Cherish 2008 года «Killa», хип-хоп танцоры обуты в чёрные Adidas Superstar.
- Майлс Доути and Кайл МакДональд из Slightly Stoopid часто носят Adidas Superstars.
- В клипе Sum 41 «Motivation», Дерек Уибли обут в белые классические Adidas Superstar.
- Крис Мартин из Coldplay продолжает обуваться в Adidas Superstar на своих концертах с момента начала тура X&Y в 2005 году.
- R&B исполнительница Estelle упоминает эту модель кроссовок в своей песне American Boy. В записи принял участие рэпер Канье Уэст[6].
- В песне ST — Rock’n’Roll рэпер упоминает эту модель. В записи принимает участие NEL.
- На обложке альбома «Significant Other» музыкальной группы «Limp Bizkit» изображен человек в белых Adidas Superstar.
- Главный герой фильма «Скотт Пилигрим против всех» обут в Adidas Superstar.
- Noize MC часто появляется в этих кроссовках на интервью и концертах, а также кроссовок Adidas Superstar присутствует на обложке одного из его альбомов Царь горы.